# Колонка (село)
Колонка (до 1948 года Нор Гянг; укр. Колонка, крымскотат. Nor Gâng) — исчезнувшее село в Симферопольском районе Крыма, располагавшееся на северо-западе района, у границы с Сакским, примерно в 2,5 км к востоку от современного села Степное.

## История
Армянское селение Нор Гянг — в переводе с армянского Новая Жизнь (арм. նոր կյանք) впервые встречается на карте южного Крыма 1936 года.
В 1944 году, после освобождения Крыма от фашистов, согласно Постановлению ГКО № 5984сс от 2 июня 1944 года, 27 июня крымские армяне были депортированы в Среднюю Азию и Пермскую область. 12 августа 1944 года было принято постановление № ГОКО-6372с «О переселении колхозников в районы Крыма» и в сентябре 1944 года в район приехали первые новоселы (214 семей) из Винницкой области, а в начале 1950-х годов последовала вторая волна переселенцев из различных областей Украины. С 25 июня 1946 года Нор Гянг в составе Крымской области РСФСР. Указом Президиума Верховного Совета РСФСР от 18 мая 1948 года село Нор Гянг Симферопольского района переименовали в Колонку. 26 апреля 1954 года Крымская область была передана из состава РСФСР в состав УССР. Решением Крымоблисполкома от 8 сентября 1958 года № 834 посёлок Колонка Родниковского сельсовета исключено из учётных данных административно-территориального деления.